# 岩丸恒
岩丸 恒（いわまる ひさし、1968年7月18日 -）は、日本の録音技師。日本映画学校（現・日本映画大学）卒業。

## 主な作品

### 映画
録音
- 『駅弁』（1999年）
- 『ゲット★イット★オン?』（2001年）
- 『チェーン』（2003年）
- 『呪霊 THE MOVI』（2003年）
- 『L'amant ラマン』（2004年）
- 『Deep Love アユの物語』（2004年）
- 『ヒッチ・ハイク 溺れる箱舟』（2004年）
- 『犬と歩けば チロリとタムラ』（2004年）
- 『Breath Less　ブレス・レス』（2005年）
- 『濡れた赫い糸』（2005年）
- 『公安警察捜査官』（2006年）
- 『煙が目にしみる 〜重松清「愛妻日記」より〜』（2006年）
- 『風のダドゥ』（2006年）
- 『神の左手悪魔の右手』（2006年）
- 『口裂け女』（2006年）
- 『水霊 ミズチ』（2006年）
- 『コワイ女 鋼 はがね』（2006年）
- 『FM89.3MHz』（2007年）
- 『全然大丈夫』（2007年）
- 『Tokyo Real』（2007年）
- 『みんな、はじめはコドモだった』（2008年）
- 『GOTH』（2008年）
- 『誘拐ラプソディー』（2009年）
- 『浪漫者たち』（2009年）
- 『泥の惑星』（2010年）
- 『怪談新耳袋　怪奇』（2010年）
- 『誰かが私にキスをした』（2010年）
- 『おのぼり物語』（2010年）
- 『嘘つきみーくんと壊れたまーちゃん』（2010年）
- 『乱反射』（2011年）
- 『スノーフレーク』（2011年）
- 『キツツキと雨』（2011年）
- 『私の叔父さん』（2012年）
- 『俺俺』（2013年）
- 『もらとりあむタマ子』（2013年）
- 『THE NEXT GENERATION -パトレイバー-』（2014年）
- 『モヒカン故郷に帰る』（2016年）
- 『トリガール!』（2017年）
- 『プリンシパル〜恋する私はヒロインですか？〜』（2018年）
- 『九月の恋と出会うまで』（2019年）

整音
- 『東京残酷警察』（2008年）
- 『ロボゲイシャ』（2010年）
- 『三日月とネコ』（2024年）

### テレビ
- WOWOW『コスメティック』（助手・2003年）
- WOWOW『4TEEN』（助手・2004年）
- TKU『彼らの海』（2006年）
- BS-i『父とわたしの秘密』（2006年）
- WOWOW『6時間後に君は死ぬ』（2008年）
- WOWOW『天国のスープ』（2008年）
- WOWOW『人間動物園』（2009年）

### オリジナルビデオ
- 『獅子の絆―浅草哀歌―』（2002年）